# Ngoma (Sektor)
Ngoma (Kinyarwanda Umurenge wa Ngoma) ist einer von 17 Sektoren im Distrikt Rulindo in der Nordprovinz von Ruanda.

## Geographie
Ngoma hat eine Fläche von 31,5 km² und liegt auf einer Höhe von etwa 1660 m. Der Sektor unterteilt sich in die vier Zellen Kabuga, Karambo, Mugote und Munyarwanda. Nachbarsektoren sind im Nordosten Cyinzuzi, im Osten Murambi, im Südosten Jali, im Südwesten Shyorongi, im Westen Rusiga und im Nordwesten Mbogo. Die Südwestgrenze bildet der Fluss Cyonyonyo.

## Bevölkerung
Nach der Volkszählung von 2022 betrug die Einwohnerzahl 12.703 Einwohner. Zehn Jahre zuvor waren es 10.881, was einem jährlichen Bevölkerungszuwachs von 1,6 Prozent zwischen 2012 und 2022 entspricht.

## Verkehr
Durch den Sektor verlaufen jeweils in Nord-Süd-Richtung zwei Stand 2022 nicht asphaltierte District Roads.